# Григорьевка (Амурская область)
Григо́рьевка — село в Ромненском районе Амурской области, Россия. Входит в Дальневосточный сельсовет.

## География
Село Григорьевка расположено к юго-западу от районного центра Ромненского района села Ромны, автомобильная дорога идёт через Дальневосточное и Поздеевку, расстояние до райцентра — 60 км.
Расстояние до Поздеевки (станция Забайкальской железной дороги на Транссибе) — 16 км.
Расстояние до административного центра Дальневосточного сельсовета села Дальневосточное — 6 км.
От села Григорьевка на запад идёт дорога к сёлам Высокое и Рогозовка, далее к районному центру Ивановского района селу Ивановка.

## Население
| 2002 | 2010 | 2012 | 2013 | 2014 | 2015 | 2016 |
| ---- | ---- | ---- | ---- | ---- | ---- | ---- |
| 164  | ↘99  | ↘87  | →87  | ↘84  | ↘82  | ↘76  |
| 2017 | 2018 |      |      |      |      |      |
| ↗81  | ↘77  |      |      |      |      |      |

По данным переписи 1926 года по Дальневосточному краю, в населённом пункте числилось 188 хозяйств и 871 житель (451 мужчина и 420 женщин), из которых преобладающая национальность — украинцы (184 хозяйства).